# Internationell ekonomi
Internationell ekonomi är en gren inom nationalekonomin, vilken till stor del kan sägas handla om de ekonomiska aspekterna av globaliseringen. Inom den internationella ekonomin studeras varuhandeln mellan olika länder, men också andra variabler såsom investeringar, transaktioner och migration. Internationell ekonomi kan delas upp ytterligare, bland annat i områdena internationell handel, internationell finans och internationell monetär ekonomi. 

## Handelsteori
En grundtanke inom nationalekonomin är att länder handlar med varandra eftersom de tjänar samhällsekonomisk på handel, en idé som går tillbaks till David Ricardo och dennes teori om komparativa fördelar. 